# Lega saudita professionistica 2017-2018
La Saudi Professional League 2017-2018 è stata la 43ª edizione del massimo livello del campionato saudita di calcio, nota come Abdul Latif Jameel League 2017-2018 per ragioni di sponsorizzazione. Il campionato è iniziato il 10 agosto 2017 ed è terminato il 12 aprile 2018.

## Squadre partecipanti
- Al-Ahli
- Al-Batin
- Al-Ettifaq
- Al-Faisaly
- Al-Fateh
- Al-Fayha
- Al-Hilal
- Al-Ittihad
- Al-Nassr
- Al-Qadisiya
- Al-Ra'ed
- Al-Shabab
- Al-Taawoun
- Ohod

## Classifica finale
|                           | Pos. | Squadra     | Pt | G  | V  | N  | P  | GF | GS | DR  |
| ------------------------- | ---- | ----------- | -- | -- | -- | -- | -- | -- | -- | --- |
| Arabia Saudita (bandiera) | 1.   | Al-Hilal    | 56 | 26 | 16 | 8  | 2  | 47 | 23 | +24 |
|                           | 2.   | Al-Ahli     | 55 | 26 | 16 | 7  | 3  | 59 | 26 | +33 |
|                           | 3.   | Al-Nassr    | 44 | 26 | 12 | 8  | 6  | 47 | 34 | +13 |
|                           | 4.   | Al-Ettifaq  | 36 | 26 | 10 | 6  | 10 | 37 | 46 | -9  |
|                           | 5.   | Al-Fateh    | 36 | 26 | 9  | 9  | 8  | 34 | 39 | -5  |
|                           | 6.   | Al-Faisaly  | 35 | 26 | 9  | 8  | 9  | 39 | 33 | +6  |
|                           | 7.   | Al-Taawoun  | 34 | 26 | 9  | 7  | 10 | 43 | 36 | +7  |
|                           | 8.   | Al-Fayha    | 34 | 26 | 8  | 10 | 8  | 36 | 40 | -4  |
|                           | 9.   | Al-Ittihad  | 33 | 26 | 8  | 9  | 9  | 34 | 41 | -7  |
|                           | 10.  | Al-Shabab   | 31 | 26 | 8  | 7  | 11 | 36 | 36 | 0   |
|                           | 11.  | Al-Batin    | 31 | 26 | 8  | 7  | 11 | 35 | 46 | -11 |
|                           | 12.  | Al-Qadisiya | 25 | 26 | 6  | 7  | 13 | 28 | 41 | -13 |
|                           | 13.  | Al-Ra'ed    | 24 | 26 | 5  | 9  | 12 | 43 | 53 | -10 |
|                           | 14.  | Ohod        | 18 | 26 | 4  | 6  | 16 | 24 | 48 | -24 |

Legenda:

      Campione dell'Arabia Saudita e ammessa alla AFC Champions League 2019

      Ammesso alla AFC Champions League 2019

      Ammesso alle qualificazioni della AFC Champions League 2019

 Ammesse al play-off retrocessione

Tre punti a vittoria, uno a pareggio, zero a sconfitta.
La classifica viene stilata secondo i seguenti criteri:
- Punti conquistati
- Playoff (per titolo, partecipazione alle coppe e retrocessione)
- Punti conquistati negli scontri diretti
- Differenza reti negli scontri diretti
- Reti realizzate negli scontri diretti
- Differenza reti generale
- Reti totali realizzate

## Play-off retrocessione
| Medina 26 aprile 2018, ore 19:25 CEST Andata | Ohod            | 5 – 0 referto | Al-Tai | Prince Sultan bin Abdul Aziz Stadium\| Arbitro: \| Simon Lee Evans \| |
| Arbitro:                                     | Simon Lee Evans |               |        |                                                                       |

| Ha'il 3 maggio 2018, ore 19:25 CEST Ritorno | Al-Tai         | 1 – 2 referto | Ohod | Prince Abdul Aziz bin Musa'ed Stadium\| Arbitro: \| Pavel Královec \| |
| Arbitro:                                    | Pavel Královec |               |      |                                                                       |

| Burayda 27 aprile 2018, ore 19:10 CEST Andata | Al-Ra'ed          | 4 – 1 referto | Al-Kawkb | King Abdullah Sport City Stadium\| Arbitro: \| Svein Oddvar Moen \| |
| Arbitro:                                      | Svein Oddvar Moen |               |          |                                                                     |

| Al Kharj 4 maggio 2018, ore 19:00 CEST Ritorno | Al-Kawkb         | 0 – 1 referto | Al-Ra'ed | Al-Shoulla Club Stadium\| Arbitro: \| Pawel Raczkowski \| |
| Arbitro:                                       | Pawel Raczkowski |               |          |                                                           |